# نظریه کنشگر-شبکه
نظریه کنشگر-شبکه (به انگلیسی Actor–network theory) رویکردی روش‌شناختی و نظری به نظریه اجتماعی است که هر چیزی در جهان‌های طبیعی و اجتماعی در شبکه‌های روابط دائماً در حال تغییر وجود دارد. این رویکرد اشعار می‌دارد چیزی بیرون از این روابط وجود ندارد. همه عواملی که در یک موقعیت اجتماعی مشارکت دارند در یک سطح هستند و بنابراین بیرون آنچه و شیوه تعامل فعلی مشارکت‌کنندگان در شبکه نیروی اجتماعی بیرونی وجود ندارد؛ بنابراین ایده‌ها، فرایندها و بسیاری از عوامل مرتبط در مقام خلق موقعیت اجتماعی مانند انسان‌ها مهم هستند. شبکه کنشگر بیان می‌کند که نیروهای اجتماعی درون خودشان وجود ندارند و در نتیجه نمی‌توانند برای توضیح پدیده اجتماعی بکار بروند. به جای آن تحلیل تجربی جدی بهتر است به جای «توضیح» فعالیت اجتماعی را «توصیف» کنند. فقط پس از اینست که شخص می‌تواند مفهوم نیروهای اجتماعی را معرفی کند و فقط به عنوان یک مفهوم نظری انتزاعی و نه چیزی که اصالتاً در جهان وجود دارد. در حالی که این رویکرد بیشتر به خاطر تأکید مشاجره انگیزش بر قابلیت کنش غیر انسان‌ها یا مشارکت آنها در نظام‌ها یا شبکه‌ها یا هر دوی اینها شناخته می‌شود، شبکه کنشگر با نقدهای قدرتمندش به جامعه‌شناسی انتقادی و متعارف نیز مرتبط است. این نظریه توسط محققین مطالعات علم و فناوری(STS) شامل میشل کالن، مادلین اکریچ، برونو لاتور، و جان لاو، جامعه‌شناس و دیگران توسعه یافته است و به صورت فنی‌تر می‌تواند به عنوان روشی "مادی نمادی"(به انگلیسی "material-semiotic") توصیف شود. این بدین معناست که این رویکرد روابطی که در آن واحد مادی (میان چیزها) و نمادین (بین مفاهیم) هستند را نگاشت می‌کند. فرض این رویکرد اینست که بسیاری از روابط هم مادی و هم مفهومی هستند.
به صورت کلی نظریه شبکه کنشگر رویکردی برساخت‌گراست زیرا از توضیحات ذات باورانه وقایع یا نوآوری‌ها خود داری می‌کند (مثلا شبکه کنشگر نظریه موفق را با فهم ترکیبات و تعاملات میان اجزایی که آنرا موفق می‌سازند توضیح می‌دهد و نه با گفتن اینکه این نظریه درست است یا غلط است). به‌طور مشابه این رویکرد خودش یک نظریه نیست، شبکه شبکه کنشگر به عنوان راهبردی عمل می‌کند که در حساس شدن به اصطلاحات و فرضیات زیربنایی اغلب بررسی نشده آن‌ها به مردم کمک می‌کند. این رویکرد به واسطه رویکرد خاص مادی-نمادین خود از سایر نظریات شبکه اجتماعی و مطالعات علم و فناوری متمایز می‌شود.

## کنشگران
در پژوهش‌های نظریه شبکه کنشگران، گره /(node) فاعل (actant) کنشگر/ عامل، مفهومی کلی برای مصنوعات انسانی و غیرانسانی است که با کنش و حرکت آن، دیگر اجزا شبکه به حرکت در می‌آید. نظریه پردازان شبکه کنشگران بر این باورند که اجزای انسانی و غیرانسانی شبکه، عملکردی برابر دارند. در واقع، کنشگران (Actor) هستند که به انجام فعل/کنش مبادرت می‌ورزند. تمایز کنشگران در نظریه شبکه کنشگران با سایر دیدگاه‌های مطرح در علوم اجتماعی در آن است که در این تعاریف، بر بعد انجام کنش تأکید بیشتری نسبت به خود کنشگران-خواه به صورت هویت‌های اجتماعی یا فنی– مبذول می‌گردد.
با توجه به اهمیت مضاعف عاملیت غیرانسانی (ماشین‌ها، حیوانات، متون یا ترکیبی از آن‌ها) در این نظریه، شبکه مورد نظر این نظریه در واقع ملغمه‌ای از کنشگران متنی، مفهومی، در واقع اجتماعی و تکنولوژیکی است. در نظریه کنشگر شبکه هر کنشگر مختار یا عامل (actant)کارگزاری (agent) فردی یا جمعی است که می‌تواند پیوسته یا منفک از دیگر کارگزاران باشد. عامل‌ها به عضویت انجمن‌های شبکه دار در می‌آیند و هویت خود را از آن‌ها کسب می‌کنند. شبکه‌ها به عامل اجازه می‌دهد که ذات، قصد، کنش و ذهنیت خود را متعین سازد. از سوی دیگر، عامل‌ها در فرایند کار علمی خود به شبکه مبدل شوند و تحت عنوان شبکه توسعه یابند. کنشگران ترکیبی هستند از اشیاء، هویت‌ها، روابط، و احکام که به‌طور نمادین به آ ن‌ها تفویض شده است و قادرند به درون شبکه‌های ناهمگون دیگر رخنه کنند یا در آ نها لانه بسازند.
کنشگر نقطه‌ای در شبکه است که در یک لحظهٔ معین حاصل می‌شود، اگر کنشگر را کنشگر شبکه‌ای بدانیم، کنشگر توسط کنش دیگر کنشگران ساخته شده است و هم چنین یک کنشگر، فقط در صورتی کنشگر است که عاملیت او یک حالت از امور را تغییر دهد.
پس هر چیزی که بتواند تفاوتی ایجاد کند، می‌تواند تحت عنوان کنشگر فهمیده شود. کنشگران می‌توانند شامل مردم، سازمان‌ها، حیوانات و نیز اشیا باشند، چرا که این موارد تا آنجایی به هم مربوط هستند که بتوانند یکدیگر را وادار به انجام کارهای مختلف کنند. به همین دلیل لاتور حتی تمایل دارد با مفهوم کنشگر خداحافظی کند، نه تنها به این دلیل که کنشگر به عنوان انسان درک می‌شود، بلکه و به‌ویژه به این دلیل که کنشگر یک نقطهٔ آغازین و پیشینی را پیشنهاد می‌کند در حالی کهANT به کنشگر به عنوان یک شبکه نگاه می‌کند که وجودش را از پیوندهای مختلفش گرفته و این پیوندها نقش اول و کنشگران نقش ثانوی را برعهده دارند، از این رو به جای کنشگر، از شبکه کنشگر استفاده می‌شوند (anthropology.ir).

## شبکه
در کنار کنشگران، شبکه (network)مفهوم کلیدی نظریه شبکه کنشگران شناخته می‌شود. شبکه، انگاره‌های اجتماعی بین کنشگران مستقل است که مسائل یا برنامه‌های پیرامونی خود را شکل می‌دهند. برخی مفاهیم اساسی در سطح شبکه، عبارت از کنشگران، روابط (Relations) و قوانین(rules) است. این مفاهیم برای توصیف ساختار شبکه به کار گرفته می‌شوند و محیطی را شکل می‌دهند که در آن، روابط بین کنشگران پیامدهای خاصی را موجب می‌گردد (بنی طالبی و همکاران، ۱۳۹۴).
این نظریه تمایز بین عاملیت و ساختار را که از یک دلمشغولی فکری ریشه دار در علوم اجتماعی است نادیده می‌انگارد و دو عامل کنشگر و شبکه را به هم پیوند می‌زند. در واقع این دو هر لحظه قابل تبدیل شدن به همدیگراند. این نظریه بر آن است که این تمایز نه سودمند است نه لازم، چرا که پدیده‌های سطح کلان شبکه‌هایی هستند که به‌تدریج مفصل تر و با ثبات تر می‌شوند.
نسبت شبکه‌های محلی با شبکه‌های جهانی نیز هرمنوتیکی یا به عبارت نشانه شناسانه نسبتی است؛ یعنی شبکه‌های جهانی کل‌هایی نیستند که ذات شبکه به‌طور کلی را تشکیل می‌دهند بلکه در نسبت با شبکه‌های محلی به آنچه هستند تبدیل می‌شوند. شبکه‌های جهانی با واسطهٔ گره‌ها به شبکه‌های محلی پیوند می‌خورند.
این نظریه در پی یافتن پاسخ به معضلاتی است مبنی بر این که؛ چگونه عناصر شبکه را سازمان می‌دهند، در هم می‌آمیزند، و متحول می‌کنند یا ترجمه و تفهیم می‌کنند؛ چگونه عوامل می‌بایست از دنبال کردن امیال یا اغراض شخصی خود ممانعت کنند؛ چگونه عضوگیری انجام می‌شود و دیگران به سرمایه‌گذاری و پیگیری برنامه خود ترغیب می‌شوند؛ چگونه شبکه به کنشگران هدف کاری و انگیزه می‌بخشد و نقش‌ها را به مثابه احکام یا دستورالعمل‌ها تثبیت می‌کند؛ چگونه فرایند صدور دستورالعمل‌ها از حیث کاری ساد ه تر و سودمندتر یا ساده می‌شوند؛ چگونه شبکه‌ها از حیث کارکردی به هستار غیرقابل تجزیه‌ای تبدیل می‌شوند.

## جعبه سیاه
هر نوع ساختار موجود در، (black box) جعبه سیاه شبکه است که فارغ از پیچیدگی یا پیش زمینه خود، آنقدر پایا و مشخص است که به مثابه یک واقعیت مسلم تلقی می‌شود.

## جایگاه نظریه
نظریه کنشگر شبکه به همان نسبت که نظریه است رو ش‌شناسی نیز محسوب می‌شود. ضد ذات گرایی در این رویکرد، هم چارچوب مفهومی مورد استفاده برای تفسیر را فراهم می‌کند هم فراینده‌ای را که شبکه‌ها از طریق آن‌ها محک می‌خورند، پیش می‌برد.
این نظریه بر سه اصل روش شناختی تأکید می‌کند:
نخست، لاادری گر ی(Agnosticism)، بدین معنی که به هر گونه پیش فرضی درباب ماهیت شبکه‌ها، شرایط علی، یا درستی قرائت عوامل مردود و مطرود است.
دوم، تقارن یا هم‌ارزی تعمیم یافته (Generalized Symmetry or Equivalence) یا به‌کارگیری چارچوب تبیینی و زبانی واحد به هنگام تفسیر عوامل انسانی و غیرانسانی.
سوم، پیوستگی مطلق(Free Association) که بر ناسودمندی و عدم کارایی تمایز میان پدیده‌ها ی طبیعی و انسانی و همچنین علوم طبیعی و انسانی اصرار می‌ورزد؛ زیرا که دست آخر چنین تمایزاتی معلول فعالیت شبکه بندی شده‌اند، نه علل آن، و به همین سبب خاصیت تبیینی ندارند.
از منظر جامعه شناختی، نظریه کنشگر شبکه نوعی نظریه اجتماعی مناقشه‌برانگیز محسوب می‌شود چرا که آن، در حقیقت، با جدی گرفتن عناصر غیرانسانی و استفاده از اصطلاح عوامل (actant) به جای کنشگران (actors) چشم‌اندازهای رایج در جامعه‌شناسی را به مبارزه جدی فرا می‌خواند. بنا بر رویکرد نظریه کنشگر شبکه زندگی اجتماعی قابل تقلیل به عوامل انسانی یا غیرانسانی محض نیست و آن دسته از نظریه‌های جامعه‌شناسی که به دنبال ارائه مدل‌های تبیینی بر اساس یکی از عو امل انسانی یا غیرانسانی اند، در واقع دچار تقلیل گرایی هستند. همان‌طور که پیش از این اشاره شد، نظریه شبکه برداشت متفاوتی از امر یا صفت اجتماعی (The Social) و همین‌طور جامعه وجامعه‌شناسی ارائه می‌دهد. برای نظریه پردازان این رویکرد امر یا صفت اجتماع ی چیزی غیر از شبکه‌های مدل بندی شده از مواد (عناصر) نامتجانس از عوامل انسانی و غیرانسانی مثل فضا، اشیاء و غیره نیست؛ بنابراین، بحث اصلی این نظریه این است که ما نمی‌توانیم از جامعه صحبت کنیم مگر آن‌که آن را نوعی ناهمگونی یا عدم تجانس از شبک ه‌های اجتماعی در نظر بگیریم. امر یا صفت اجتماعی در این نظریه عبارت است از تداخل دنیاهای اجتماعی و تکنولوژیک. این دو از یکدیگر تفکیک‌پذیر نیستند و در هم دیگر لانه کرده‌اند (Embedded) و یکی به‌طور مداوم در تکوین دیگری دخیل است. از این دیدگاه مهم‌ترین تکلیف جامعه‌شناسی مشخص کردن این شبکه‌ها با لحاظ کردن عدم تجانس آن هاست؛ بنابراین پرسش اساسی این است که چگونه آ ن‌ها برای ایجاد هستارها و مفهوم‌هایی چون جامعه، نظم اجتماعی، سازمان‌ها، ساختار، نابرابری، قدرت، کنترل اجتماعی، هژمونی و غیره الگوبندی و بسیج می‌شوند. آنچه نظر یه کنشگر شبکه بر آن تصریح دارد این است که توانایی موجودات انسانی در تکوین شبکه‌های اجتماعی فقط به سبب تعامل آن‌ها با عوامل همنوع یا انسان‌های دیگر نیست بلکه به سبب تعامل با عوامل غیرهمجنس یا غیرانسانی نیز هست.

## ترجمه و تحویل: مفهوم کلیدی نظریه کنشگر شبکه
ترجمه و تفهیم در کانون بحث‌های نظریه کنشگر شبکه قرار دارد. طبق این نظریه، کار اصلی علم فناوری خلق شبکه‌های بزرگتر، قو ی تر و مفصل تر از طریق فرایند ترجمه و تفهیم است. از نظر پیروان این نظریه، موفقیت علم فناوری را باید نسبت داد به:
الف) توانایی شبکه‌های علمی در وادار کردن هستارها و عوامل برای جستجوی را ه‌هایی که بتوان شواهد و مدارک علمی مورد مناقشه در آزمایشگاه‌ها و کلینیک‌ها و میدان‌های تجربی را به بحث گذاشت و به زبان مورد توافق ترجمه کرد.
ب) به ترجمه و تفهیم مواد، کنشگران و متون به احکام یا دستورالعمل‌های مکتوب دست یافتنی از راه دور
ج) سازمان دهی مراکز ترجمه و تفهیم، جایی که عناصر شبکه تعریف و کنترل می‌شوند، استراتژی‌های ترجمه اتخاذ می‌شوند و توسعه می‌یابند.
در درون تمامی شبکه‌های اجتماعی فنی، دستاوردهای ارتباطی از طریق مباحثه و مناقشه میان کنشگران حاصل می‌شود. اما پیروان این نظریه مباحثه را از نوع کنش ارتباطی هابرماسی (Habermas, J.) نمی‌دانند که وضعیت آرمانی گفتار یا شرایط ایدئال سخن بر مبنای دعوی طرفین برای حقیقت، سره را از ناسره تشخیص می‌دهد. بحث‌ها و مناقشات مورد نظر پیروان این نظریه بر مبنای شرط ایدئال هابرماسی حل و فصل نمی‌شود. قدرت سخنوری و اقناع و جلب طرفدار با انواع شگردها شرط موفقیت است. از این رو، این نظریه را می‌توان نظریه «مکانیک قدرت» دانست؛ یعنی، تثبیت و بازتولید برخی تعاملات بنا بر درخواست آن‌هایی که قدر ت نفوذ بیشتری دارند؛ ساخت و حراست شبکه‌های مرکزی و اقماری؛ و استقرا و تثبیت هژمونی. پیروان نظریه کنشگر شبکه برداشتی غیرذاتگرایانه از هژمونی دارند که مبتنی بر عدم تقارن در قدرت است. از نظر صاحب نظران این مکتب، قدرت تصاحب یا تصرف نیست، بلکه ترغیب است، که از طریق تعداد هستارهایی که وارد شبکه می‌شوند، اندازه‌گیری می‌شود. قدرت معلول «کشمکش‌های نظام بخش» (Ordering Struggles) است. این کشمکش‌ها شیو هٔ ارتباط و نیز توزیع قدرت را مشخص می‌سازند. مفهوم جابجایی (Displacement) در کانون کشمکش‌های نظام بخش قرار دارد که امری اجتنا ب ناپذیر در فرایند ترجمه و تفهیم است. در این نظریه، ترجمه و تفهیم (انتقال همراه با تغییر شکل) به عنوان امری قابل تفکیک از اشاعه (انتقال بدون تغییر شکل) است. ترجمه در واقع هم به فرایند دلالت دارد هم نتیجه یا معلول. دانش و فراورده‌های علمی به مثابه شبکه‌هایی که با از سرگیری‌های متوالی، هر لحظه فراگیرتر و متمرکزتر می‌گردند، ترجمه و تفهیم می‌شوند. هنگامی که شبکه‌ها تغییر می‌کنند عوامل شبکه، و نیز روابطی که آ ن‌ها را به هم وصل می‌کند، ترجمه و تفهیم می‌شوند؛ بنابراین ترجمه و تفهیم فرایند تثبیت هویت‌ها و شرایط تعامل و تثبیت ویژگی‌های مورد ادعاست.
ترجمه و تفهیم فرایند هم‌زمان جابجایی اجتماعی و فیزیکی نیز هست. برخی از عناصر شبکه از تمایلات پیشین خود منصرف می‌شوند، و به احکام یا مفاهیم لایتغیر (اظهارات متنی، کارتوگرافیک یا بصری ترکیب پذیر که در متن زمان و فض ا ثابت باقی می‌مانند) تبدیل می‌شوند، و نقش‌های مشخصی به آ ن‌ها تفویض می‌شود. بدین ترتیب آن‌ها از طریق ترجمه و تفهیم جابجا می‌شوند و مجددًا بسیج می‌شوند که خود سرآغاز یک فرایند دیگر است. تحقق مجموعه‌ای از امکانات شبکه‌ای مستلزم آن است که دیگر شبکه‌ها تحقق نیا فته باقی بمانند. به عبارت بهتر، تحقق و شکوفایی قابلیت‌های شبکه‌ای مفروض به قیمت عدم تحقق یا افول سایر شبکه هاست. در نتیجه، این فرایند ترجمه و تفهیم است که جامعه، عاملیت، طبیعت و ماشین را نظام م ی دهد و بازتولید می‌کند. ترجمه و تفهیم، در واقع، فرایند تبدیل هستارها، فرایند همانندسازی (فرایند جایگزینی یک هستار به جای دیگری)، یا ساد ه‌سازی (تبدیل به جعبه سیاه کردن (Black-boxing) و ترجمه عناصر شبکه درون یک بلوک واحد) با حفظ کلیه تفاو ت‌ها است؛ بنابراین ترجمه و تفهیم از انتقال ساده هستارها تفاوت دارد. آن همچنین فرایند فروگذاشتن ریشه‌ها (مفهوم فروگذاشتن ریشه‌ها در واقع تفسیری از واژه Geneology فردریش نیچه است؛ خاصه تفسیری که میشل فوکو از آن به دست داده است. از نظر وی تبارشناسی یا Geneology به هیچ وجه جستجوی ریشه یک اندیشه نیست بلکه فرایند ترجمه و تحویل و جابجایی آن در نظامهای گوناگون است) و پرهیز از جمود است. خلاصه این که ترجمه و تفهیم هم یک عمل (هم ارزسازی) و هم یک نتیجه (آثار تحقق یافته و جابجایی امکانات جایگزین) است که باید در بینابین ترجمه‌کننده، ترجمه شونده، و خود فرایند ترجمه و تفهیم درک شود.
شبکه‌ها با شاخص همگرایی بسیار که نشا ن دهنده توافق منبعث از ترجمه و تفهیم است، مشخص می‌شوند. بدین معنی که، شبکه‌های همگرا آن‌هایی هستند که نظم و هماهنگی بسیاری دارند. نظم (Alignment) عبارت است از طیفی که بر اساس آن شبکه‌ها از طریق سابقه و فضای مشترک تعریف می‌شوند و هماهنگی (Coordination) عبارت است از پذیرش نظام‌های کنترل مراسم، آداب و رسوم و ترجمه و تفهیم. اگر باریک‌تر شویم در می‌یابیم که شبکه‌های همگرا ممکن است برگشت‌ناپذیری (Irreversibilisation) بسیاری از خود نشان دهند. برگشت‌ناپذیری شبکه عبارت است از درافتادن شبکه به تکرار یا بازگویی. بدین ترتیب فرایند ترجمه و تفهیم کاملاً ساده‌سازی می‌شوند و احتمالاً از ورود عناصر جدید جلوگیری می‌شود. به عبارت دیگر، شبکه‌های همگرا به عنوان شبکه‌هایی که هماهنگی و نظم بسیاری دارند، آ ن‌هایی هستند که از طریق فرایند ترجمه و تفهیم، ساد ه‌سازی می‌شوند. شبکه‌های ساده، وقتی به عوامل تک پیوندی منجر شود، بدان معناست که به دقت زمان‌بندی شده‌اند یا نقطه‌گذاری شده‌اند (Punctualized) یا به جعبه سیاه بدل شده‌اند. شبکه‌های به دقت زمان‌بندی شده شبکه‌هایی هستند که فقط در قالب داده و ستانده کار می‌کنند؛ مسلم تلقی می‌شوند؛ و به عنوان منبع یا دارایی در نظر گرفته می‌شوند. برای مثال، اسکن‌های توموگرافی محوری کامپیوتری (CAT) علی‌رغم پیچیدگی، درونی؛ ژن‌ها، علی‌رغم ماهیت مناقشه‌برانگیز آ ن ها؛ یا آکادمی ملی علوم (NAS) آمریکا، علی‌رغم گستردگی هستارهای وارد شده (اعضاء)، شاید به جعبه‌های سیاه بدل شوند. با وجود این، جعبه‌های سیاه همیشه ممکن است دوباره باز شوند. شبکه‌ها خواستار پیوستگی و تداوم اند اما باید توجه کرد که نظم همیشه موقتی است. شبکه‌ها به مثابه مجموع ه‌ای از پیوندهای پویا، همیشه در عین حال که مشغول عضوگیری هستند باید آماده باشند تا تعدادی از اعضای خود را از دست بدهند. از سوی دیگر، تثبیت یک شبکه، هر چند به‌طور موقت، مستلزم از دور خارج کردن موفق یک ضد برنامه از طریق چیرگی بر آن در جریان زور آزمایی است. این جریان نوعی درگیری هژمونیک همیشگی است و گریزی از آن نیست.

## ارزشیابی نظریه
نظریه کنشگر شبکه یا جامعه‌شناسی علم فناوری، با توجه به ماهیت تلفیقی آن و بدعت‌های نظری، روش شناختی و واژه شناختی آن، امروزه به یکی از رویکردها و مکاتب با نفوذ و مؤثر در بررسی‌های نظری و تجربی جامعه‌شناسی و رویکرد مسلط در مطالعات علم و فناوری تبدیل شده است. برای مثال، این رویکرد از حیث کاربردی، در تبیین چرایی موفقیت یا شکست طرح‌های علم فناوری، نظریه‌های علمی یا مشارکت اجتماعی به مثابه معلول مستقیم تغییرات در تمامیت و یکپارچگی شبکه‌های آن‌ها، کارایی و برازش بسیاری از خود نشان داده است. با این اوصاف، نظریه کنشگر شبکه در طول دوران تکوین خود در دو دهه گذشته، خصوصاً در سال‌های سپری شده از قرن بیست و یکم، در معرض انتقادات متنوعی قرار گرفته است که از آن جمله می‌توان به موارد زیر اشاره کرد:
1. مدیریت گرایی و توجه ویژه به تحلیل سازمانی، به‌طوری‌که «هریس» از تحلیل سازمانی به عنوان بزرگ‌ترین خدمت نظریه کنشگر شبکه نام می‌برد.
2. تأکید و اقتدا به مفهوم سروری (Mastery) به تعبیر نیچه
3. ماکیاولیسم و پیروی از آموزه‌های ماکیاولی در تلاش برای غلبه بر رقبا در پیگیری اهداف و برنامه‌های خاص مبتنی بر علم فناوری
4. داشتن آموزه‌ها و مضامینی برای بهره‌کشی دیگران
5. داشتن علائق و خ ط مشی‌های ضد انسانی
6. تلاش برای نمایش قدرت
7. ناکامی در ارائه چارچوب واحد نظری و روش شناختی به‌طوری‌که بتواند مفاهیم اساسی خود از قبیل عدم تجانس، هماهنگی؛ درونی و مهم‌تر از همه ترجمه و تفهیم را در کلی منسجم گرد آورد (قاضی طباطبایی، و دادهیر، ۱۳۸۶).